# Università nazionale del Vietnam di Hanoi
L'Università nazionale del Vietnam di Hanoi (Đại học Quốc gia Hà Nội in vietnamita) è un'università vietnamita avente sede ad Hanoi, capitale del Paese.

## Storia
L'università venne fondata nel 1906, durante il periodo coloniale francese dal governatore generale Paul Beau.